# Giải Oscar lần thứ 74
Giải Oscar lần thứ 74 là giải thưởng được trao bởi Viện Hàn lâm Khoa học và Nghệ thuật Điện ảnh, lễ trao giải được tổ chức vào ngày 24 tháng 3 năm 2002 tại Los Angeles. Có 24 giải thưởng được trao trong lễ trao giải dành cho những phim được ra mắt vào năm 2001. Lễ trao giải được phát trực tiếp trên kênh ABC, với người dẫn chương trình quen thuộc lần thứ tư đảm nhiệm vai trò này Whoopi Goldberg, ngoài ra lễ trao giải được đạo diễn bởi Louis J. Horvitz và Laura Ziskin là nhà sản xuất. Trước thời điểm diễn ra lễ trao giải 3 tuần, giải Oscar thành tựu kỹ thuật được trao tại Beverly Hills với sự dẫn dắt của nữ diễn viên Charlize Theron.
Một tâm hồn đẹp giành bốn giải bao gồm Phim hay nhất và Đạo diễn xuất sắc nhất cho Ron Howard. Chúa tể của những chiếc nhẫn: Hiệp hội nhẫn thần cũng thắng 4 giải, theo sau là Black Hawk Down, Moulin Rouge! với 2 giải. The Accountant, For the Birds, Gosford Park, Monster's Ball, Iris, Công ty Quái Vật, Murder on a Sunday Morning, No Man's Land, Trân Châu Cảng, Shrek, Thoth, Training Day với mỗi phim một giải.

## Giải thưởng và đề cử
Các đề cử cho lễ trao giải được công bố vào 12 tháng 2 năm 2002 bởi giám đốc Viện Hàn Lâm Frank Pierson và nữ diến viên Marcia Gay Harden. Mười ba là con số đề cử mà Chúa tể của những chiếc nhẫn: Hiệp hội nhẫn thần nhận được, Một tâm hồn đẹp và Moulin Rouge! mỗi phim nhận được 8 đề cử.
Nhờ chiến thắng của Một tâm hồn đẹp ở hạng mục Phim hay nhất, hãng phim DreamWorks là hãng thứ hai có 3 phim liên tiếp nhận giải thưởng này. Denzel Washington là nam diễn viên Mỹ gốc Phi thứ hai thắng giải Nam chính xuất sắc nhất. Giải thưởng này cho nữ được trao lần đầu cho một diễn viên Mỹ gốc Phi, Halle Berry. Judi Dench và Kate Winslet cùng nhận được đề cử của các giải Nữ diễn viên chính và Nữ diễn viên phụ xuất sắc nhất nhờ vai diễn trong cùng phim Iris..
Tên người hoặc phim thắng giải được in đậm.
| Phim hay nhất | Đạo diễn xuất sắc nhất |
| --- | --- |
| - Một tâm hồn đẹp – Brian Grazer, Ron Howard - Gosford Park – Robert Altman, Bob Balaban, David Levy - In the Bedroom – Ross Katz, Todd Field, Graham Leader - Chúa tể của những chiếc nhẫn: Hiệp hội nhẫn thần – Peter Jackson, Fran Walsh, Barrie M. Osborne - Moulin Rouge! – Baz Luhrmann, Fred Baron, Martin Brown                 | - Ron Howard – Một tâm hồn đẹp - Robert Altman – Gosford Park - Peter Jackson – Chúa tể của những chiếc nhẫn: Hiệp hội nhẫn thần - David Lynch – Mulholland Drive - Ridley Scott – Black Hawk Down |
| Nam diễn viên chính xuất sắc nhất | Nữ diễn viên chính xuất sắc nhất |
| - Denzel Washington – Training Day trong vai Alonzo Harris - Russell Crowe – Một tâm hồn đẹp trong vai John Forbes Nash, Jr. - Sean Penn – I Am Sam trong vai Sam Dawson - Will Smith – Ali trong vai Muhammad Ali - Tom Wilkinson – In the Bedroom trong vai Dr. Matthew Fowler                                                        | - Halle Berry – Monster's Ball trong vai Leticia Musgrove - Judi Dench – Iris trong vai Iris Murdoch - Nicole Kidman – Moulin Rouge! trong vai Satine - Sissy Spacek – In the Bedroom trong vai Ruth Fowler - Renée Zellweger – Nhật ký tiểu thư Jones trong vai Bridget Jones |
| Nam diễn viên phụ xuất sắc nhất | Nữ diễn viên phụ xuất sắc nhất |
| - Jim Broadbent – Iris trong vai John Bayley - Ethan Hawke – Training Day trong vai Jake Hoyt - Ben Kingsley – Sexy Beast trong vai Don Logan - Ian McKellen – Chúa tể của những chiếc nhẫn: Hiệp hội nhẫn thần trong vai Gandalf - Jon Voight – Ali trong vai Howard Cosell                                                            | - Jennifer Connelly – Một tâm hồn đẹp trong vai Alicia Larde-Nash - Helen Mirren – Gosford Park trong vai Jane Wilson - Maggie Smith – Gosford Park trong vai Constance Trentham - Marisa Tomei – In the Bedroom trong vai Natalie Strout - Kate Winslet – Iris trong vai Iris Murdoch |
| Kịch bản gốc xuất sắc nhất | Kịch bản chuyển thể xuất sắc nhất |
| - Gosford Park – Julian Fellowes - Cuộc đời tuyệt vời của Amélie Poulain – Guillaume Laurant và Jean-Pierre Jeunet - Memento – Christopher Nolan và Jonathan Nolan - Monster's Ball – Milo Addica và Will Rokos - The Royal Tenenbaums – Wes Anderson và Owen Wilson                                                                    | - Một tâm hồn đẹp – Akiva Goldsman từ cuốn sách A Beautiful Mind của Sylvia Nasar - Ghost World – Daniel Clowes và Terry Zwigoff từ Ghost World của Daniel Clowes - In the Bedroom – Todd Field và Robert Festinger từ truyện ngắn "Killings" của Andre Dubus - Chúa tể của những chiếc nhẫn: Hiệp hội nhẫn thần – Peter Jackson, Fran Walsh và Philippa Boyens từ The Fellowship of the Ring của J. R. R. Tolkien - Shrek – Ted Elliot, Terry Rossio, Joe Stillman và Roger S. H. Schulman từ truyện Shrek! của William Steig |
| Phim hoạt hình hay nhất | Phim ngoại ngữ hay nhất |
| - Shrek – Aron Warner - Jimmy Neutron: Boy Genius – John A. Davis và Steve Oedekerk - Công ty quái vật – Pete Docter John Lasseter | - No Man's Land bằng tiếng Bosnia - Cuộc đời tuyệt vời của Amélie Poulain bằng tiếng Pháp - Elling bằng tiếng Na Uy - Lagaan bằng tiếng Hindi và tiếng Bhojpuri - Son of the Bride bằng tiếng Tây Ban Nha |
| Phim tài liệu xuất sắc nhất | Phim tài liệu ngắn xuất sắc nhất |
| - Murder on a Sunday Morning – Jean-Xavier de Lestrade và Denis Poncet - Children Underground – Edet Belzberg - LaLee's Kin: The Legacy of Cotton – Susan Froemke và Deborah Dickson - Promises – Justine Shapiro và B.Z. Goldberg - War Photographer – Christian Frei                                                                  | - Thoth – Sarah Kernochan và Lynn Appelle - Artists and Orphans: A True Drama – Lianne Klapper McNally - Sing! – Freida Lee Mock và Jessica Sanders |
| Phim ngắn hay nhất | Phim hoạt hình ngắn hay nhất |
| - The Accountant – Ray McKinnon và Lisa Blount - Copy Shop – Virgil Widrich - Gregor’s Greatest Invention – Johannes Kiefer - A Man Thing (Meska Sprawa) – Slawomir Fabicki và Bogumil Godfrejow - Speed for Thespians – Kalman Apple và Shameela Bakhsh                                                                                | - For the Birds – Ralph Eggleston - Fifty Percent Grey – Ruairí Robinson và Seamus Byrne - Give Up Yer Aul Sins – Cathal Gaffney và Darragh O’Connell - Strange Invaders – Cordell Barker - Stubble Trouble – Joseph E. Merideth |
| Nhạc phim hay nhất | Bài hát trong phim hay nhất |
| - Chúa tể của những chiếc nhẫn: Hiệp hội nhẫn thần – Howard Shore - Một tâm hồn đẹp – James Horner - Harry Potter và hòn đá phù thủy – John Williams - Công ty quái vật – Randy Newman - Artificial Intelligence: AI – John Williams | - "If I Didn't Have You" từ Công ty quái vật – Nhạc và lời bởi Randy Newman - "May It Be" từ Chúa tể của những chiếc nhẫn: Hiệp hội nhẫn thần – Nhạc và lời bởi Enya, Nicky Ryan và Roma Ryan - "There You'll Be" từ Trân Châu Cảng – Nhạc và lời bởi Diane Warren - "Until..." từ Kate & Leopold – Nhạc và lời bởi Sting - "Vanilla Sky" từ Vanilla Sky – Nhạc và lời bởi Paul McCartney |
| Biên tập âm thanh xuất sắc nhất | Âm thanh xuất sắc nhất |
| - Trân Châu Cảng – Christopher Boyes và George Watters II - Công ty quái vật – Gary Rydstrom và Michael Silvers | - Black Hawk Down – Michael Minkler, Myron Nettinga và Chris Munro - Cuộc đời tuyệt vời của Amélie Poulain – Vincent Arnardi, Guillaume Leriche và Jean Umansky - Chúa tể của những chiếc nhẫn: Hiệp hội nhẫn thần – Christopher Boyes, Michael Semanick, Gethin Creagh và Hammond Peek - Moulin Rouge! – Andy Nelson, Anna Behlmer, Roger Savage và Guntis Sics - Trân Châu Cảng – Greg P. Russell, Peter J. Devlin và Kevin O'Connell                                                                                        |
| Chỉ đạo nghệ thuật xuất sắc nhất | Quay phim xuất sắc nhất |
| - Moulin Rouge! – Catherine Martin và Brigitte Broch - Cuộc đời tuyệt vời của Amélie Poulain – Aline Bonetto và Marie-Laure Valla - Gosford Park – Stephen Altman và Anna Pinnock - Harry Potter và hòn đá phù thủy – Stuart Craig và Stephenie McMillan - Chúa tể của những chiếc nhẫn: Hiệp hội nhẫn thần – Grant Major và Dan Hennah | - Chúa tể của những chiếc nhẫn: Hiệp hội nhẫn thần – Andrew Lesnie - Cuộc đời tuyệt vời của Amélie Poulain – Bruno Delbonnel - Black Hawk Down – Slawomir Idziak - The Man Who Wasn't There – Roger Deakins - Moulin Rouge! – Donald M. McAlpine |
| Hóa trang xuất sắc nhất | Thiết kế trang phục xuất sắc nhất |
| - Chúa tể của những chiếc nhẫn: Hiệp hội nhẫn thần – Peter Owen và Richard Taylor - Một tâm hồn đẹp – Greg Cannom và Colleen Callaghan - Moulin Rouge! – Maurizio Silvi và Aldo Signoretti | - Moulin Rouge! – Catherine Martin và Angus Strathie - The Affair of the Necklace – Milena Canonero - Gosford Park – Jenny Beavan - Harry Potter và hòn đá phù thủy – Judianna Makovsky - Chúa tể của những chiếc nhẫn: Hiệp hội nhẫn thần – Ngila Dickson và Richard Taylor |
| Biên tập xuất sắc nhất | Hiệu ứng xuất sắc nhất |
| - Black Hawk Down – Pietro Scalia - Một âm hồn đẹp – Mike Hill và Dan Hanley - Chúa tể của những chiếc nhẫn: Hiệp hội nhẫn thần – John Gilbert - Memento – Dody Dorn - Moulin Rouge! – Jill Bilcock | - Chúa tể của những chiếc nhẫn: Hiệp hội nhẫn thần – Jim Rygiel, Randall William Cook, Richard Taylorvà Mark Stetson - A.I. Artificial Intelligence – Dennis Muren, Scott Farrar, Stan Winston và Michael Lantieri - Trân Châu Cảng – Eric Brevig, John Frazier, Ed Hirsh và Ben Snow |

### Giải Oscar nhân đạo
- Sidney Poitier[14]
- Robert Redford[15]

### Giải thửong nhân đạo Jean Hersholt
- Arthur Hiller[16]

### Phim với nhiều đề cử và giải thưởng
| Số đề cử | Phim                                             |
| -------- | ------------------------------------------------ |
| 13       | Chúa tể của những chiếc nhẫn: Hiệp hội nhẫn thần |
| 8        | Một tâm hồn đẹp                                  |
| 8        | Moulin Rouge!                                    |
| 7        | Gosford Park                                     |
| 5        | In the Bedroom                                   |
| 5        | Cuộc đời tuyệt vời của Amélie Poulain            |
| 4        | Chiến dịch Diều hâu                              |
| 4        | Công ty quái vật                                 |
| 4        | Trân Châu Cảng                                   |
| 3        | Harry Potter và hòn đá phù thủy                  |
| 3        | Iris                                             |
| 2        | A.I. Artificial Intelligence                     |
| 2        | Ali                                              |
| 2        | Memento                                          |
| 2        | Monster's Ball                                   |
| 2        | Shrek                                            |
| 2        | Training Day                                     |

| Số giải thưởng | Phim                                             |
| -------------- | ------------------------------------------------ |
| 4              | Một tâm hồn đẹp                                  |
| 4              | Chúa tể của những chiếc nhẫn: Hiệp hội nhẫn thần |
| 2              | Chiến dịch Diều hâu                              |
| 2              | Moulin Rouge!                                    |